# Podlesí, Příbram
Podlesí là một làng thuộc huyện Příbram, vùng Středočeský, Cộng hòa Séc.